# Дешкевич, Николай Александрович
Никола́й Алекса́ндрович Дешке́вич (бел. Мікалай Аляксандравіч Дзяшкевіч; 11 мая 1947, Погорье, Гродненская область — 1 августа 1971, Кореличский район, Гродненская область) — советский и белорусский литературовед, музеевед, театральный критик.

## Биография
Родился в крестьянской семье. В 1965 году окончил Остуховскую среднюю школу, в 1969 — библиотечный факультет Минского педагогического института имени Горького.
С 1968 года работал научным сотрудником Государственного литературного музея Янки Купалы (директор — В. М. Юревич), одновременно — также в театральной студии в Минске.
Трагически погиб на Немане, спасая жену брата и племянницу.

### Семья
Брат — Аркадий (р. 1937).
Дочь — Ирина, инженер.

## Творчество
С 1969 года публиковал литературные рецензии, статьи; исследователь творчества Янки Купалы, составлял его библиографию; изучал историю библиотечного дела в Белоруссии. Участвовал в передачах «Школьное телевидение», посвящённых Янке Купале.
В статье «От истоков родоводных» одним из первых исследовал родословную Янки Купалы, его шляхетское происхождение. Автор статей, посвящённых Р. И. Бородулину, С. М. Станюте, Г. С. Овсянникову и другим деятелям белорусской культуры.

### Избранные труды
Источник — Электронный каталог Национальной библиотеки Беларуси
- Дзяшкевіч М. А. Ад вытокаў радаводных : Літ.-крыт. арт., нарысы, успаміны пра аўт. / Склад. Я. Р. Лецка; Прадм. У. М. Юрэвіча. — Мн. : Маст. літ., 1990. — 143 с. — 1500 экз. — ISBN 5-340-00487-2, ISBN 5-340-00487 (ошибоч.)